# Хяннинен, Харри
Харри Йоханнес Хяннинен (фин. Harri Johannes Hänninen; род. 18 октября 1963, Хельсинки) — финский легкоатлет, специалист по бегу на средние и длинные дистанции, кроссу и марафону. Выступал на профессиональном уровне в 1983—2000 годах, призёр ряда крупных международных стартов на шоссе и на дорожке, чемпион Финляндии в нескольких дисциплинах, участник двух летних Олимпийских игр.

## Биография
Харри Хяннинен родился 18 октября 1963 года в Хельсинки, Финляндия.
Впервые заявил о себе в лёгкой атлетике в сезоне 1983 года, выиграв юниорское национальное первенство по кроссу.
В 1984 году в составе финской сборной стартовал на международном турнире «Дружба-84» в Москве, где зачёте бега на 1500 метров занял шестое место.
В 1986 году бежал 1500 метров на чемпионате Европы в помещении в Мадриде, в финал не вышел.
В 1989 году выступил на чемпионате мира по кроссу в Ставенгере, показал на финише 103-й результат.
В 1990 году на чемпионате Европы в Сплите стартовал в дисциплинах 5000 и 10 000 метров, занял 8-е и 19-е места соответственно. Также в этом сезоне с результатом 2:12:40 финишировал пятым на Берлинском марафоне.
В 1992 году с результатом 2:12:29 занял 12-е место на Лондонском марафоне. Благодаря череде успешных выступлений удостоился права защищать честь страны на летних Олимпийских играх в Барселоне — в программе марафона показал время 2:15:19, расположившись в итоговом протоколе соревнований на 11-й строке. На марафоне в Берлине был четвёртым.
В 1993 году с личным рекордом 2:11:58 финишировал третьим на Роттердамском марафоне. Бежал марафон на чемпионате мира в Штутгарте, где с результатом 2:28:07 закрыл тридцатку сильнейших.
В 1994 году был десятым на Роттердамском марафоне (2:13:30), восьмым на домашнем чемпионате Европы в Хельсинки (2:13:21).
В 1995 году в марафоне стал тридцатым на чемпионате мира в Гётеборге (2:22:43). Участвовал в чемпионате мира по полумарафону в Бельфоре, где занял итоговое 54-е место.
На Олимпийских играх 1996 года в Атланте в марафоне показал время 2:18:41 и занял 32-е место.
В 1998 году среди прочего показал 14-й результат в марафоне на чемпионате Европы в Будапеште.
Завершил спортивную карьеру по окончании сезона 2000 года.